# Liste von Persönlichkeiten der Stadt Vicenza
Diese Liste enthält in Vicenza geborene Persönlichkeiten sowie solche, die in Vicenza gewirkt haben, dabei jedoch andernorts geboren wurden. Die Liste erhebt keinen Anspruch auf Vollständigkeit.

## In Vicenza geborene Persönlichkeiten

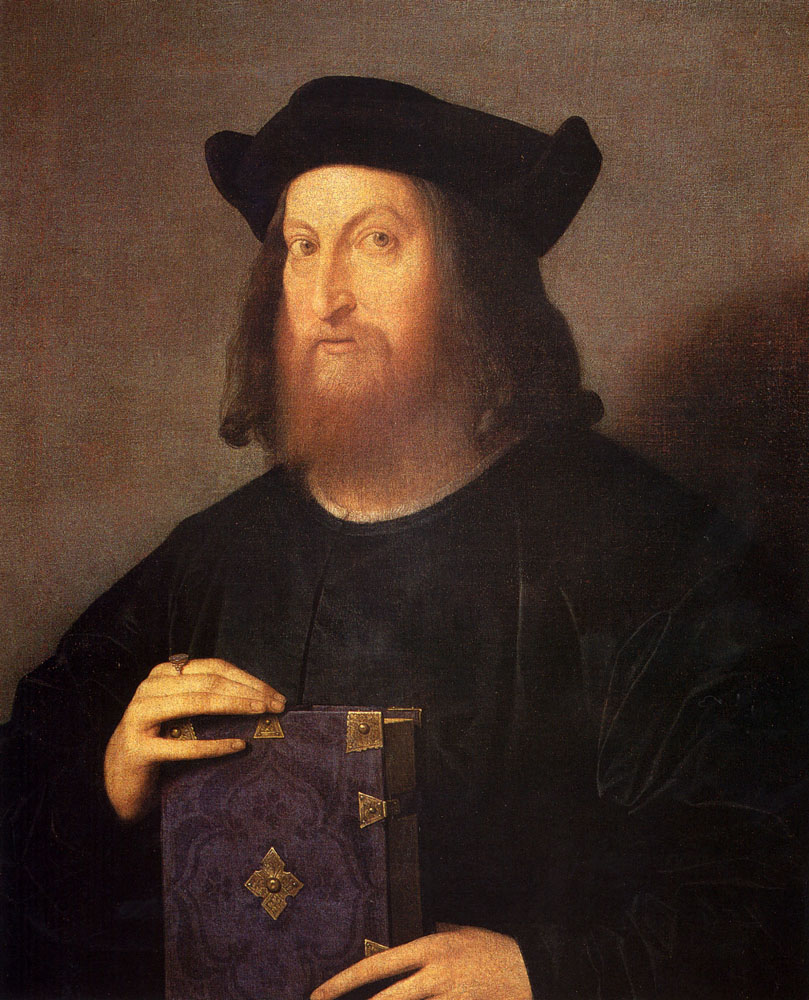
Gian Giorgio Trissino

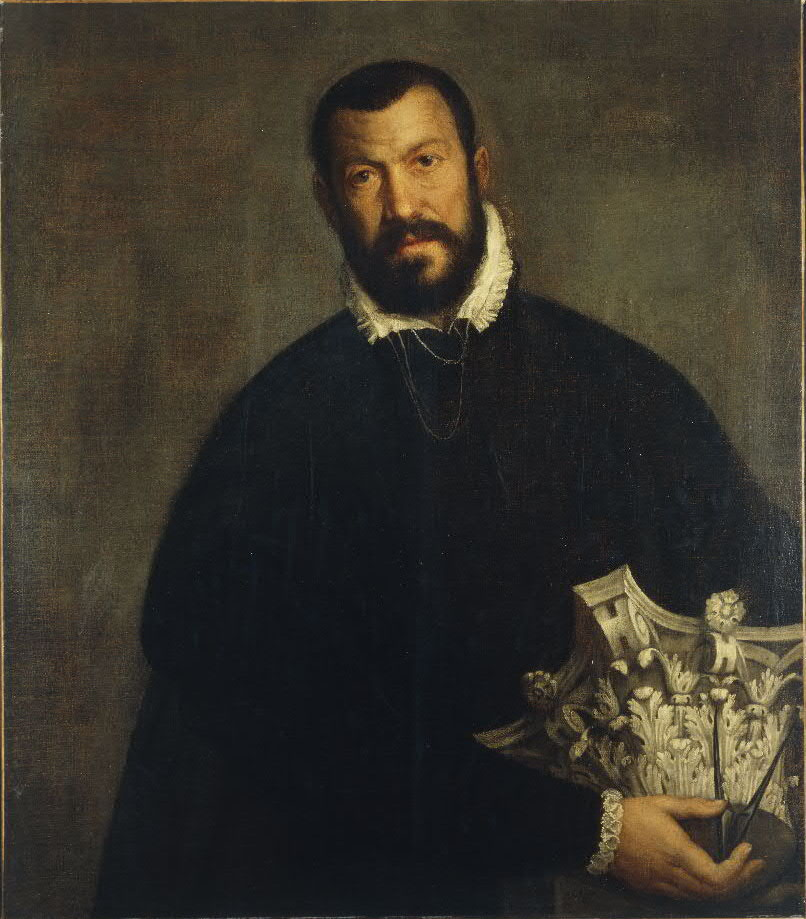
Vincenzo Scamozzi

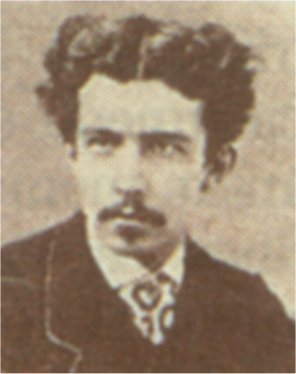
Antonio Fogazzaro

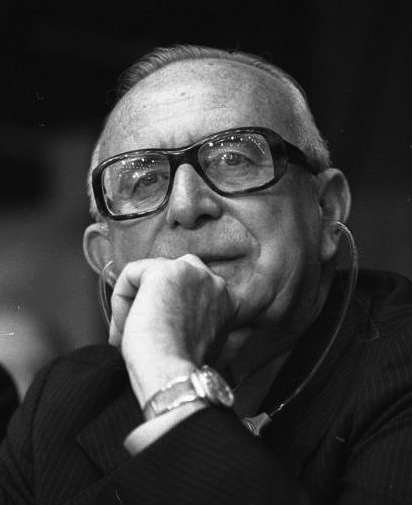
Mariano Rumor

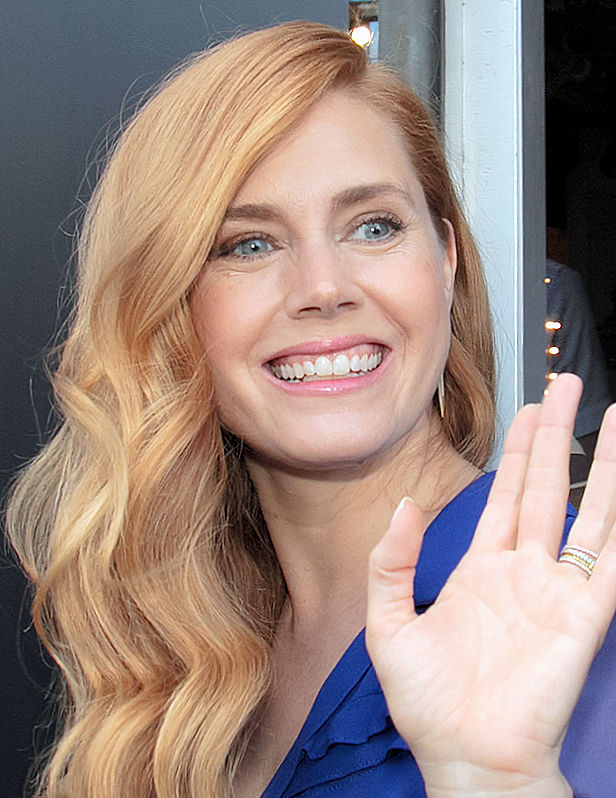
Amy Adams

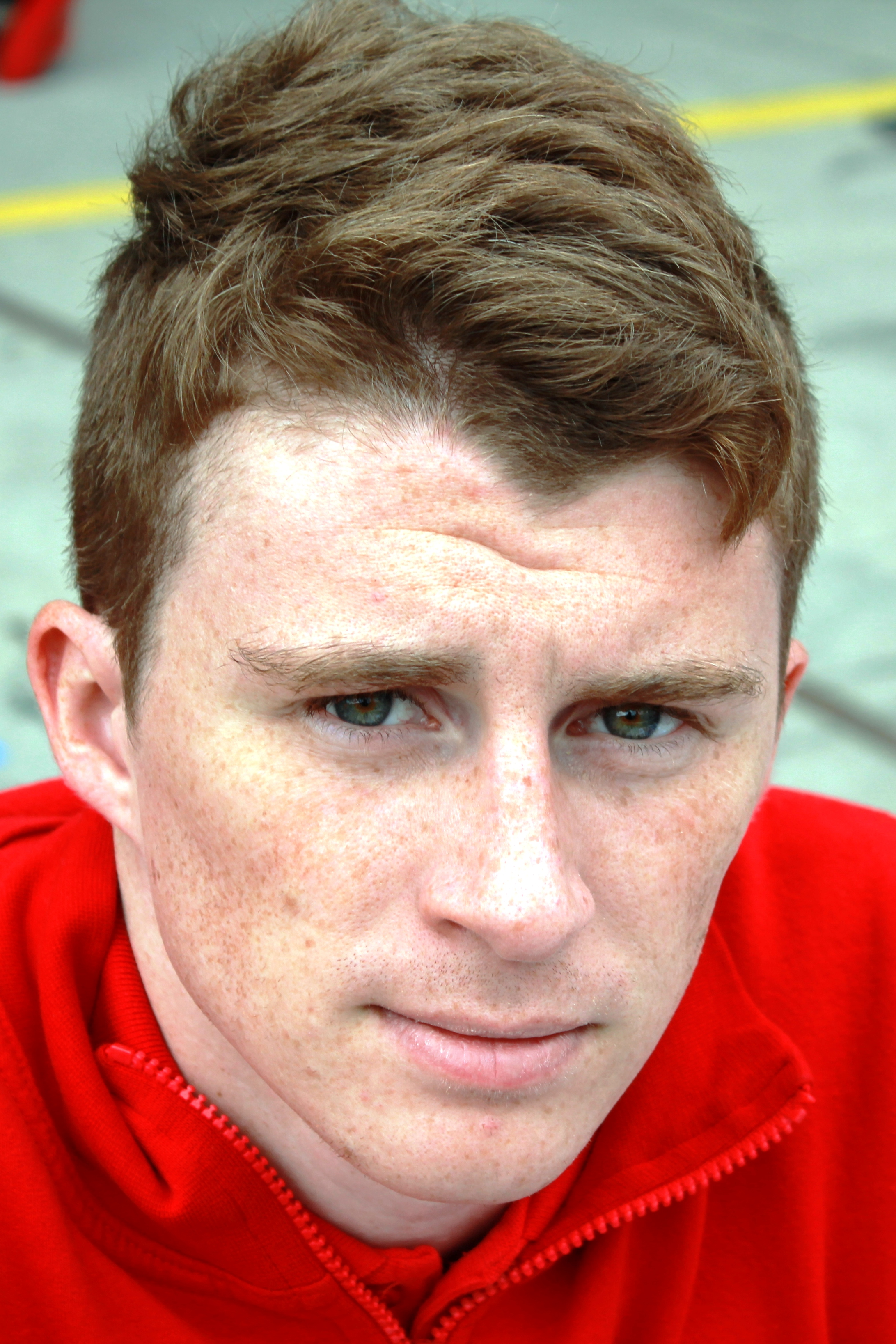
Giovanni Venturini

### Bis 1600
- Aulus Caecina Alienus (1. Jahrhundert n. Chr.), römischer Politiker und Legat
- Antonio Loschi (um 1368–1441), Humanist, Dichter, Philologe und Historiker
- Sigismondo Polcastro (1384–1473), Arzt, Naturphilosoph und Hochschullehrer
- Benedetto Montagna (um 1481–?), Maler und Kupferstecher
- Valerio Belli (um 1468–1546), Gemmenschneider
- Gian Giorgio Trissino (1478–1550), Dichter und Sprachforscher
- Zaccaria Ferreri (1479–1524), Mönch, päpstlicher Legat, lateinischer Dichter und kirchlicher Schriftsteller
- Kajetan von Thiene (1480–1547), Mitbegründer des Ordens der Theatiner und Heiliger
- Luigi da Porto (1485–1529), Autor
- Antonio Pigafetta (um 1492–?), Entdeckungsreisender und Schriftsteller
- Niccoló Boldrini (?–nach 1566), Holzschneider
- Nicola Vicentino (1511–1572), Komponist und Musiktheoretiker
- Andrea Vicentino (um 1542–1618), Maler
- Vincenzo Scamozzi (1548–1616), Architekt und Architekturtheoretiker
- Julius Pacius de Beriga (1550–1635), Rechtsgelehrter
- Alessandro Maganza (1556–1632), Maler
- Angelo Sala (1575–1637), Arzt und Chemiater

### 1601 bis 1800
- Francesco Maffei (um 1605–1660), Barockmaler
- Galeazzo Gualdo Priorato (1606–1678), Söldner, Historiker, Geograph und Diplomat
- Nicolò Beregan (1627–1713), Rechtsanwalt, Dichter und Librettist
- Carlo Grossi (um 1634–1688), Komponist und Organist
- Sebastiano Moratelli (1640–1706), Komponist
- Pasquale de’ Rossi (1641–1722), Maler
- Girolamo Alessandro Cappellari Vivaro (1664–1748), Genealoge
- Lorenzo Mattielli (1687–1748), Bildhauer
- Giulio Pontedera (1688–1757), Botaniker
- Enea Arnaldi (1716–1794), Architekt
- Giuseppe Scolari (um 1720–um 1774), Komponist
- Ottone Calderari (1730–1804), Architekt
- Giovanni Meneghetti (1731–1794), Musiker und Komponist
- Giuseppe Marzari Pencati (1779–1836), Geologe und Botaniker

### 1801 bis 1900
- Antonio Salviati (1816–1890), Industrieller
- Fedele Lampertico (1833–1906), Nationalökonom
- Adolfo Farsari (1841–1898), Fotograf
- Antonio Fogazzaro (1842–1911), Schriftsteller und Dichter
- Hans Schlitter (1859–1945), österreichischer Historiker und Archivar
- Sebastiano Rumor (1862–1929), Priester, Bibliothekar und Historiker
- Giacomo Orefice (1865–1922),  Pianist und Komponist
- Friedrich Pockels (1865–1913), deutscher Physiker
- Carlo Liviero (1866–1932), römisch-katholischer Bischof, 2007 seliggesprochen
- Gian Giorgio Trissino (1877–1963), Reiter
- Ezio Rosi (1881–1963), General
- Arturo Rossato (1882–1942), Journalist, Dramatiker, Librettist und Lyriker
- Filippo Sacchi (1887–1971), Journalist, Schriftsteller, Filmkritiker und Lehrer
- Ettore Bellotto (1895–1966), Turner
- Gino Cavalieri (1895–1992), Schauspieler

### 1901 bis 1950
- Tullio Campagnolo (1901–1983), Radrennfahrer
- Severino Casara (1903–1978), Alpinist und Dokumentarfilmer
- Nello Vian (1907–2000), Bibliothekar und Kirchenhistoriker
- Scipio Colombo (1910–2002), Opernsänger
- Vittorino Veronese (1910–1986), Politiker
- Gianni Caldana (1913–1995), Leichtathlet
- Mariano Rumor (1915–1990), Politiker
- Vincenzo Pinton (1914–1980), Säbelfechter
- Romeo Menti (1919–1949), Fußballspieler
- Gigliola Soldi Rondinini (1923–2020), Historikerin und Hochschullehrerin
- Gianni Ferrio (1924–2013), Filmkomponist, Arrangeur und Orchesterleiter
- Flo Sandon’s (1924–2006), Sängerin
- Alberto Caldana (1927–2018), Journalist, Dokumentarfilmer und Fernsehschaffender
- Giulia Mastrelli Anzilotti (1927–1999), Philologin und Dialektologin
- Goffredo Parise (1929–1986), Schriftsteller, Drehbuchautor und Journalist
- Sergio Romano (* 1929), Schriftsteller, Diplomat, Historiker und Journalist
- Antonio Porta (1935–1989), Schriftsteller und Dichter
- Stefano Stefani (1938–2024), Politiker
- Agostino Marchetto (* 1940), Kurienerzbischof der römisch-katholischen Kirche und Kardinal
- Federico Faggin (* 1941), Mikrochip-Spezialist und Unternehmer
- Dina De Santis (* 1943), Schauspielerin
- Paolo Scaroni (* 1946), Manager

### Ab 1951
- Maria Berica Dalla Vecchia (* 1952), Tänzerin, Choreographin und Ballettlehrerin
- Franco Volpi (1952–2009), Philosoph und Philosophiehistoriker
- Gianni Dal Maso (* 1954), Mathematiker
- Fabio Dal Zotto (* 1957), Fechter und Olympiasieger
- Danilo Rea (* 1957), Pianist
- Francesca Tanksley (* 1957), US-amerikanische Jazz-Pianistin
- Mike Wieringo (1963–2007), US-amerikanischer Comiczeichner
- Giovanni Pietro Dal Toso (* 1964), römisch-katholischer Geistlicher, Kurienerzbischof und Diplomat
- Scott Donie (* 1968), US-amerikanischer Wasserspringer
- Roberto Dani (* 1969), Jazzschlagzeuger
- Federico Mordegan (* 1970), Tennisspieler
- Alessandra Moretti (* 1973), Politikerin
- Alessio Silvestrin (* 1973), Balletttänzer, Choreograph und Komponist
- Amy Adams (* 1974), US-amerikanische Schauspielerin
- Pier Damiano Peretti (* 1974), Organist und Komponist
- Greta Zocca (* 1974), Radrennfahrerin
- Michele Gobbi (* 1977), Radrennfahrer
- Emanuele Sella (* 1981), Radrennfahrer
- Mauro Facci (* 1982), Radrennfahrer
- Elia Rigotto (* 1982), Radrennfahrer
- Michele Turetta (* 1982), Dartspieler
- Emiliano Donadello (* 1983), Radrennfahrer
- Nicolò Cherubin (* 1986), Fußballspieler
- Marco Canola (* 1988), Radrennfahrer
- Matteo Galvan (* 1988), Leichtathlet
- Jessie James (* 1988), US-amerikanische Country-Pop-Sängerin
- Selene Zanetti (* 1989), Opernsängerin (Sopran)
- Giovanni Venturini (* 1991), Autorennfahrer
- Marzia Kjellberg (* 1992), Autorin und ehemalige Webvideoproduzentin
- Tommaso Allan (* 1993), Rugby-Union-Spieler
- Davide Ghiotto (* 1993), Eisschnellläufer
- Federica Del Buono (* 1994), Crossläuferin und Mittelstreckenläuferin
- Ottavia Cestonaro (* 1995), Leichtathletin
- Ossama Meslek (* 1997), Mittelstreckenläufer
- Emmanuel Sabbi (* 1997), US-amerikanisch-ghanaisch-italienischer Fußballspieler
- Alice Muraro (* 2000), Hürdenläuferin

## Bekannte Einwohner von Vicenza
- Giorgio Stivanello (1932–2010), Fußballspieler